# بهگوال درگئی
بهگوال درگئی (به انگلیسی: Bahgwal Dargahi) یک روستا در پاکستان است که در پنجاب واقع شده‌است.